# スロベニア教育博物館
スロベニア教育博物館（スロベニアきょういくはくぶつかん）は、スロベニアにある教育に関する博物館。教育を紹介する施設の中で最も重要なものの一つである。
博物館には昔から今までの展示品が年代ごとに置かれている。展示品には本、模型、地図、年表、教具などがある。昔行われていた書道、理科、数学、道徳などの授業を実際に見ることができる。学生たちが使っていたタブレット黒板、墨、紙、筆記用具、カバンも展示されている。また、非常に先進的な教育が行われていた16世紀プロテスタント時代の思想や教育方針が紹介されている。
博物館には学生の活動記録、ノート、成績証明書、教科書、指導報告書、机、黒板、筆記用具などの興味深い収集物がある。年に数回、昔の機材、楽器、ラジオ、テープレコーダーなどの特別展が開催される。